# Роккальбенья
Роккальбенья (італ. Roccalbegna) — муніципалітет в Італії, у регіоні Тоскана, провінція Гроссето.
Роккальбенья розташована на відстані близько 130 км на північний захід від Рима, 115 км на південь від Флоренції, 33 км на схід від Гроссето.
Населення — 1070 осіб (2014).

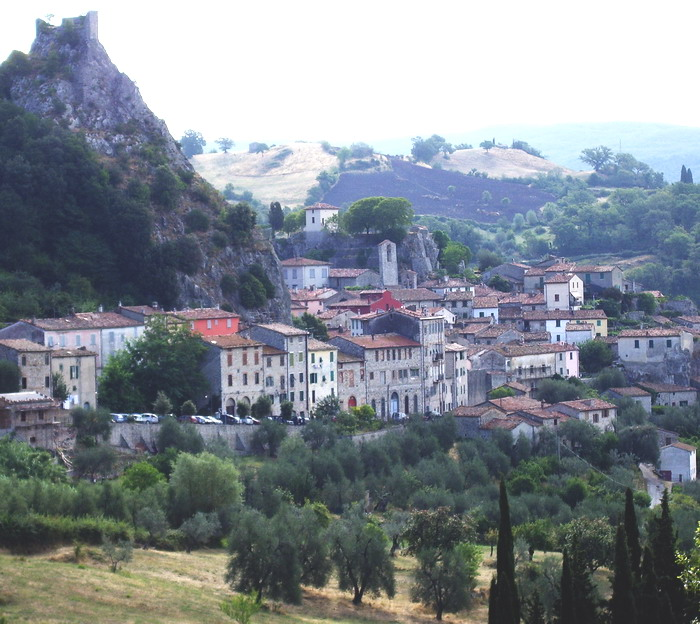

Щорічний фестиваль відбувається 25 липня. Покровитель — San Cristoforo.

## Демографія
Населення за роками:

Станом на 1 січня 2023 року в муніципалітеті офіційно проживало 97 іноземців з 25 країн, серед них 55 громадян країн Євросоюзу та 1 громадянин України.

## Сусідні муніципалітети
- Арчидоссо
- Кампаньятіко
- Манчіано
- Санта-Фйора
- Скансано
- Семпроніано